# コンスタンティヌスのフォルム

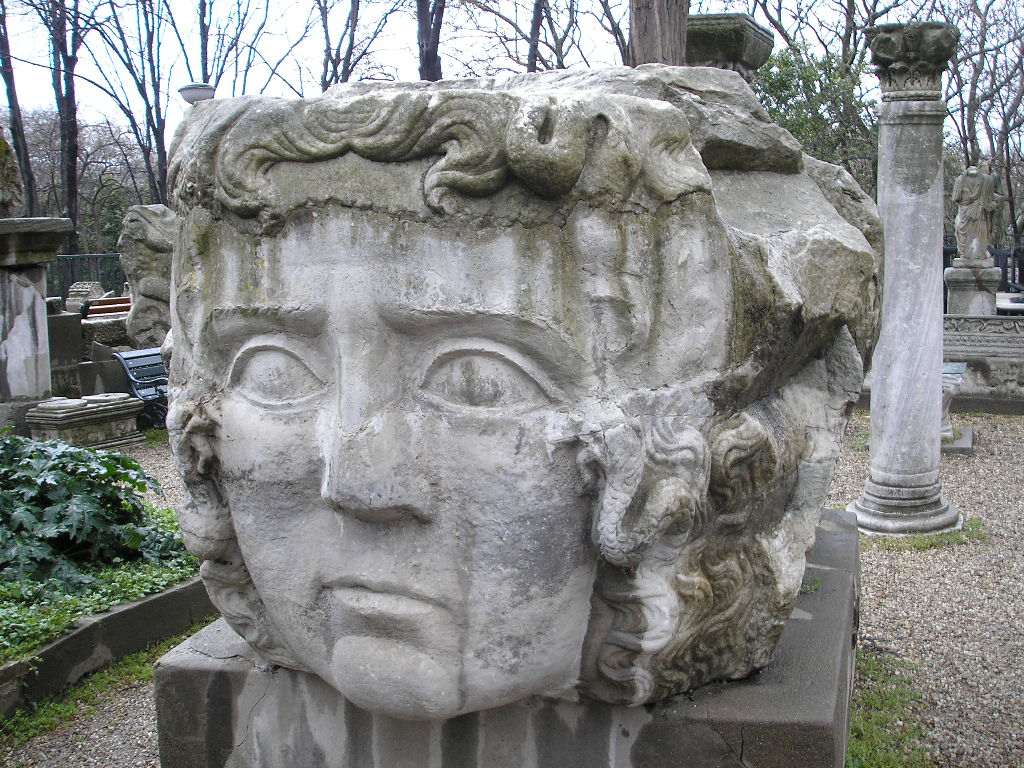
イスタンブール考古学博物館に保存されているキーストーンの一つ

コンスタンティヌスのフォルム（ギリシャ語：Φόρος Κωνσταντίνου）は、東ローマ帝国の首都コンスタンティノープル（現在のトルコ・イスタンブール）に存在した古代ローマのフォルム。330年、コンスタンティヌス1世がコンスタンティノープルを造営した際に新たな街の中央広場（フォルム）として造られた。
コンスタンティヌスのフォルムはコンスタンティヌス1世時代のコンスタンティヌスの城壁に囲まれた都市の中心を示し、城壁の黄金の門からコンスタンティノープル大宮殿へと至る道路に沿った中心点として想定された。形状は円形であり、東と西に2つの記念碑的な門が存在した。また、フォルムの中心にはコンスタンティヌスの記念柱が建設され、太陽神ソル・インウィクトゥスとしてのコンスタンティヌス1世の像を戴いていた。コムネノス朝時代には像は巨大な十字架に置き換えられ、その後も多くの修復がなされた。
また、フォルムの北側に建設された円形の建造物は、コンスタンティノープル元老院の議場として使用されたと考えられており、フォルムは多くの古代の銅像で飾られていたようである。
フォルムは1203年から1204年の第4回十字軍のコンススタンティノープル占領によってもたらされた大火災で大きな被害を受けた。また、その後十字軍勢力によって建国されたラテン帝国はヴェネツィアとの貿易の対価として多くの彫像は溶かされ、その後修復されることはなかった。今ではコンスタンティヌスの記念柱のみがイスタンブール市内で現存している。

## 広場の建造物

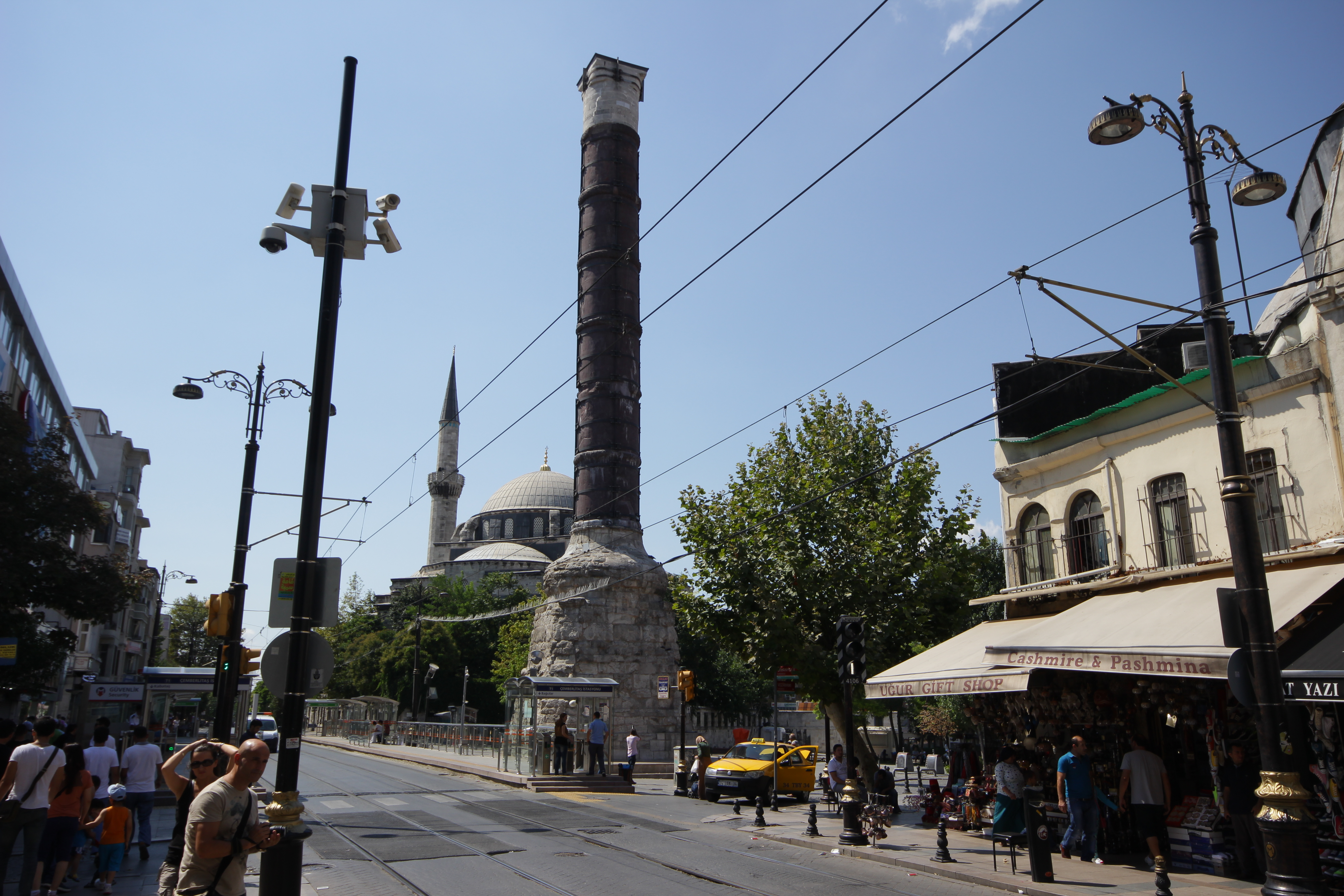
コンスタンティヌスの記念柱

- コンスタンティノープル元老院 - コンスタンティヌス1世が新たに設置した、東ローマ帝国の名目上の最高機関であった元老院の議事堂である。11世紀の記述によると、それは円形建築であり、4つの大きな柱のある柱廊玄関が前面に存在し、フォルムに面していた。フォルムが破壊された1204年まで広場に存在していたと考えられている。
- コンスタンティヌスの記念柱 - コンスタンティヌス1世がフォルムの中心に建設した記念柱。コンスタンティヌス1世像を頂上に戴いていた。1106年にコンスタンティヌスの像が強風で地面に倒れ、その後、マヌエル1世コムネノスによって修復され、像は黄金の十字架に取って代わられた。もともとはコリント式のオーダーであったが、銅像が倒れた際に破損した。オスマン帝国が1453年に都市を占領したとき、十字架が取り外されたと考えられている。現存。
- ニンファエウム（噴水） - フォルムの南側にあった噴水。